# Julija Birjukowa
Julija Oleksandriwna Birjukowa (ukrainisch Юлія Олександрівна Бірюкова; * 24. Januar 1998 in Lwiw) ist eine ukrainische Radrennfahrerin, die auf Straße und Bahn aktiv ist.

## Sportlicher Werdegang
Birjukowa kam im Alter von 12 durch den Schulsport zum Radfahren. 2015 nahm sie erstmals an den ukrainischen Bahn-Meisterschaften teil, 2016 gewann sie als 18-jährige die Meisterschaft in der Einerverfolgung und war Mitglied der Nationalmannschaft bei den Junioren-Europameisterschaften und -Weltmeisterschaften.
Ab 2017 beteiligte sich Birjukowa auch an den Landesmeisterschaften auf der Straße, 2018 war sie Zweite im Einzelzeitfahren der U23. 2019 war das Lviv Cycling Team die erste UCI-registrierte Mannschaft, für die sie fuhr. Mit diesem fuhr sie 2020 den Giro Donne und gewann bei den U23-Landesmeisterschaften das Double aus Straßenrennen und Einzelzeitfahren. Außerdem gewann sie die Bronzemedaille in der Mannschaftsverfolgung bei den Bahnradsport-Europameisterschaften 2020. Aufgrund dieser Leistungen wurde sie 2021 vom spanischen Team Eneicat-RBH verpflichtet. Neben einigen Top-10-Platzierungen in kleineren Eintagesrennen holte sie 2021 die Bronzemedaille im Einzelzeitfahren bei den CISM-Militär-Weltmeisterschaften.
Für 2022 wechselte Birjukowa zum Arkéa Pro Cycling Team. Im Mai holte sie ihren ersten internationalen Sieg bei der Thüringen-Rundfahrt: Sie gewann die fünfte Etappe rund um Gotha nach einem Solo von fast 100 Kilometern um wenige Sekunden vor dem Feld. Am Ende der Rundfahrt erhielt sie den Amy-Gillett-Preis für herausragende kämpferische Leistung zugesprochen. Im Juli des Jahres nahm sie an der Erstausgabe der Tour de France Femmes teil, bei der sie in der siebten Etappe ausschied.
2023 ging Birjukowa zum UAE Development Team. Außer einem Mannschaftszeitfahren bei Trofeo Ponente in Rosa konnte sie hier keine Siege erzielen, aber mehrere gute Positionen und die Vize-Landesmeisterschaft in Straßenrennen wie Einzelzeitfahren. 2024 wurde sie von Human Powered Health unter Vertrag genommen und fuhr damit erstmals für ein WorldTeam. Im Juni 2024 wurde sie ukrainische Meisterin im Einzelzeitfahren, was ihr einen Platz bei den Olympischen Spielen 2024 einbrachte. Dort war sie  die einzige Vertreterin der Ukraine im Einzelzeitfahren und im Straßenrennen an; sie kam auf die Plätze 27 bzw. 67.

## Erfolge

### Straße
2020
 Ukrainische Meisterin (U23) – Straßenrennen, Einzelzeitfahren
2022
eine Etappe Thüringen Ladies Tour
2024
 Ukrainische Meisterin – Einzelzeitfahren
2025
 Ukrainische Meisterin – Einzelzeitfahren, Straßenrennen

### Bahn
2016
 Ukrainische Meisterin – Einerverfolgung
2018
 Ukrainische Meisterin – Mannschaftsverfolgung (mit Anna Nahirna, Ksenija Fedotowa, Oksana Kljatschyna)
2019
 Ukrainische Meisterin – Mannschaftsverfolgung (mit Ksenija Fedotowa, Oksana Kljatschyna und Olha Kulynytsch)
2020
 Europameisterschaften – Mannschaftsverfolgung (mit Anna Nahirna, Tetjana Klimtschenko und Viktoria Bondar)